# Nuasjärvi (sjö i Lappland)
Nuasjärvi är en sjö i Finland. Den ligger i kommunen Pello i landskapet Lappland, i den norra delen av landet, 700 km norr om huvudstaden Helsingfors. Nuasjärvi ligger 146,8 meter över havet. Arean är 3,9 kvadratkilometer och strandlinjen är 15,13 kilometer lång. Sjön  ingår i Torne älvs huvudavrinningsområde. 